# Heartbeat (serie televisiva 1992)
Heartbeat è una serie televisiva inglese ambientata nello Yorkshire degli anni Sessanta e trasmessa su ITV1 dal 1992 al 2010, anno in cui si è conclusa con la diciottesima stagione. È stata prodotta da ITV (in precedenza Yorkshire Television) e girata presso i Leeds Studios. La serie, tratta dai libri di Peter Walker scritti con il nome d'arte Nicholas Rhea, ruota attorno a un gruppo di ufficiali di polizia nella città fittizia di Ashfordly ed è stata distribuita in diversi paesi nel mondo.

## Episodi
| Stagione                 | Episodi | Prima TV UK | Prima TV Italia |
| ------------------------ | ------- | ----------- | --------------- |
| Prima stagione           | 10      | 1992        | inedita         |
| Seconda stagione         | 10      | 1993        | inedita         |
| Terza stagione           | 10      | 1993        | inedita         |
| Quarta stagione          | 16      | 1994        | inedita         |
| Quinta stagione          | 15      | 1995        | inedita         |
| Sesta stagione           | 17      | 1996        | inedita         |
| Settima stagione         | 24      | 1997-1998   | inedita         |
| Ottava stagione          | 24      | 1998-1999   | inedita         |
| Nona stagione            | 24      | 1999-2000   | inedita         |
| Decima stagione          | 24      | 2000-2001   | inedita         |
| Undicesima stagione      | 24      | 2001-2002   | inedita         |
| Dodicesima stagione      | 25      | 2002-2003   | inedita         |
| Tredicesima stagione     | 25      | 2003-2004   | inedita         |
| Quattordicesima stagione | 26      | 2004-2005   | inedita         |
| Quindicesima stagione    | 26      | 2005-2006   | inedita         |
| Sedicesima stagione      | 24      | 2006-2007   | inedita         |
| Diciassettesima stagione | 24      | 2007-2008   | inedita         |
| Diciottesima stagione    | 24      | 2008-2010   | inedita         |

## Distribuzioni internazionali

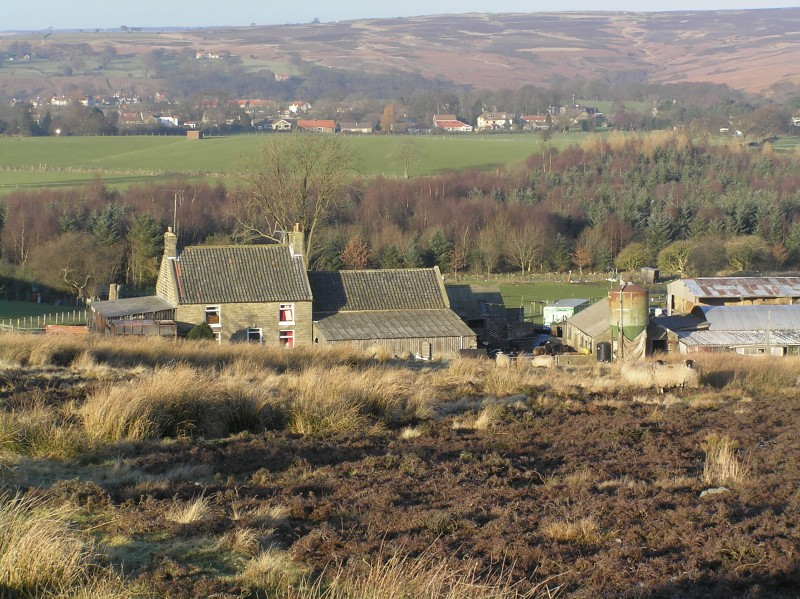
Brow House Farm vicino a Goathland, usata come casa di Claude Greengrass (interpretato da Bill Maynard)

| Paese         | Canale/i                     |
| ------------- | ---------------------------- |
| Australia     | ABC, Seven Network, 7Two     |
| Belgio        | Één                          |
| Canada        | TVOntario, Knowledge Network |
| Danimarca     | TV 2 Charlie                 |
| Estonia       | Eesti Televisioon            |
| Finlandia     | Yleisradio                   |
| Irlanda       | TV3                          |
| Norvegia      | NRK1                         |
| Nuova Zelanda | TV One                       |
| Paesi Bassi   | SBS 6                        |
| Svizzera      | TV4                          |